# Vídua metàl·lica
La vídua metàl·lica (Vidua hypocherina) és un ocell de la família dels viduids (Viduidae).

## Hàbitat i distribució
Habita sabanes àrides espinoses de Sudan del Sud, centre i sud d'Etiòpia i Somàlia cap al sud fins l'est d'Uganda, Kenya i centre de Tanzània.